# Wrzosowisko

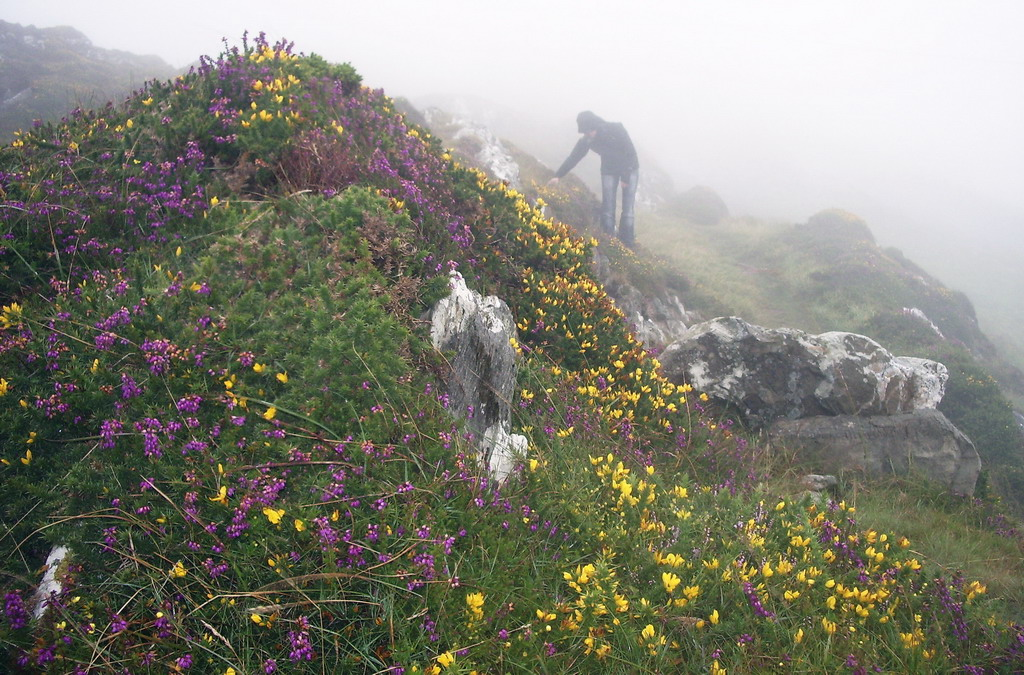
Wrzosowisko z Erica cinerea i Ulex gallii w Irlandii

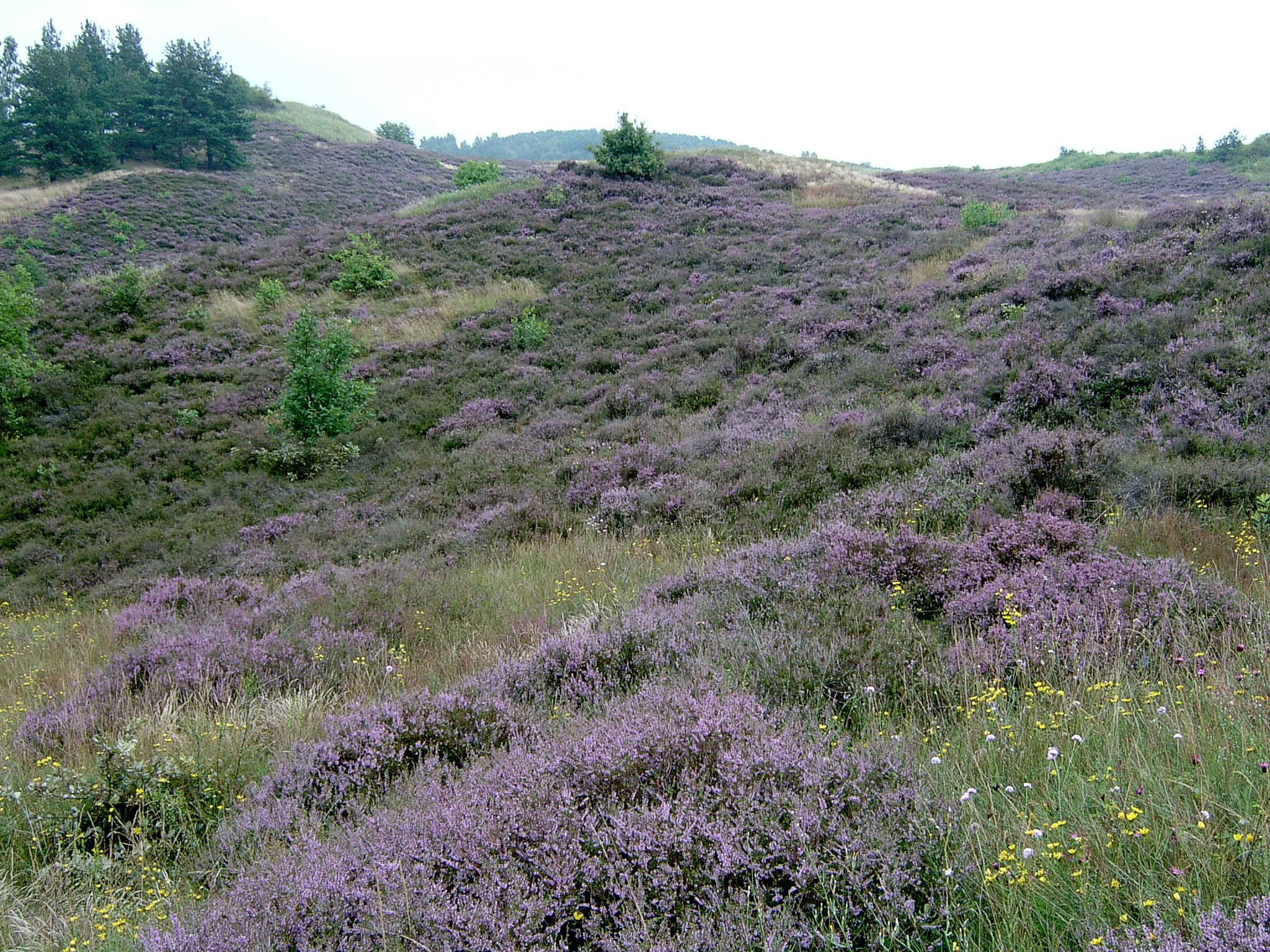
Wrzosowisko z wrzosem pospolitym w rezerwacie przyrody Wrzosowiska Cedyńskie w zachodniej Polsce

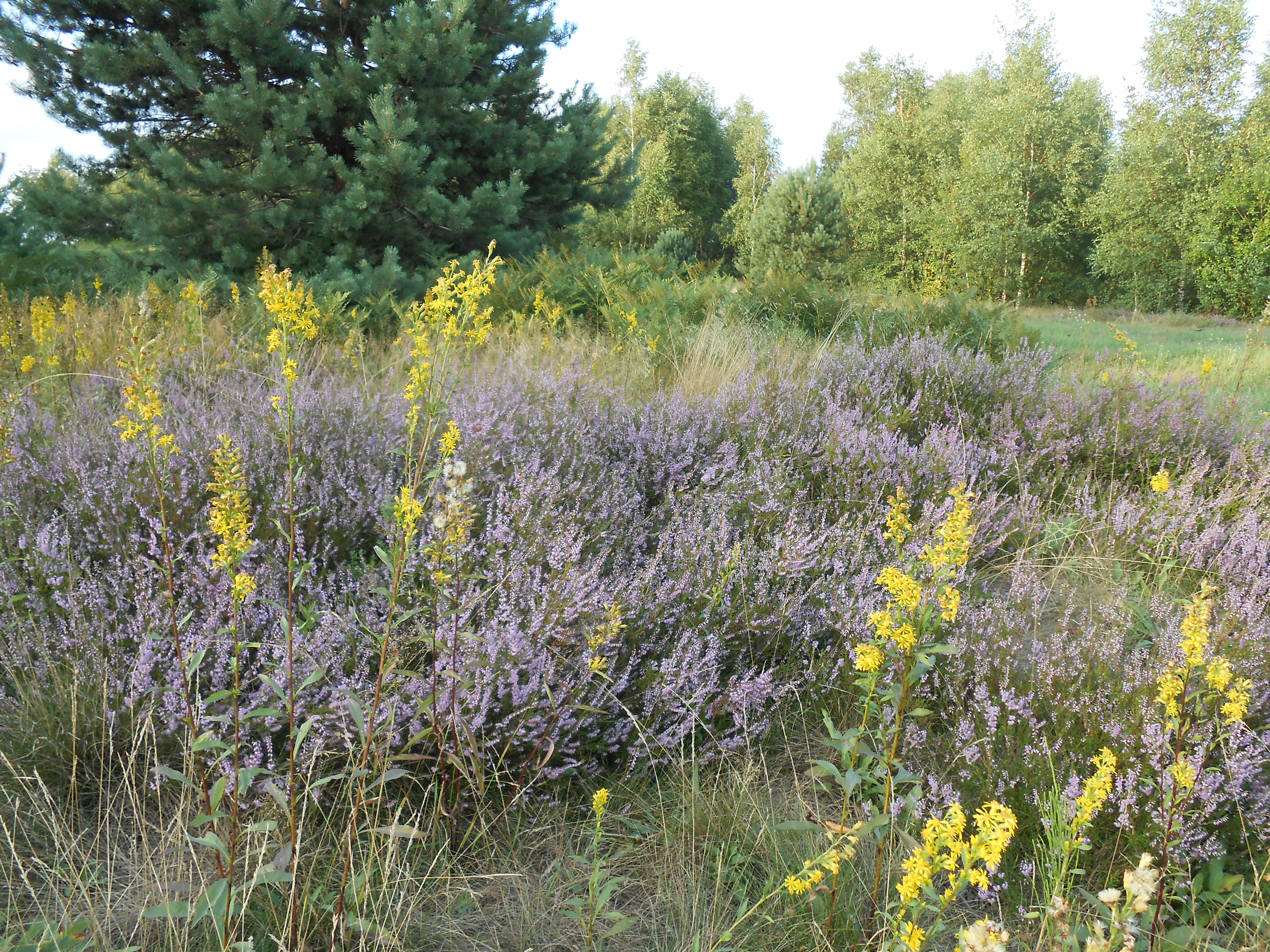
Wrzosowisko na Wyżynie Krakowsko-Częstochowskiej w okolicach Olkusza

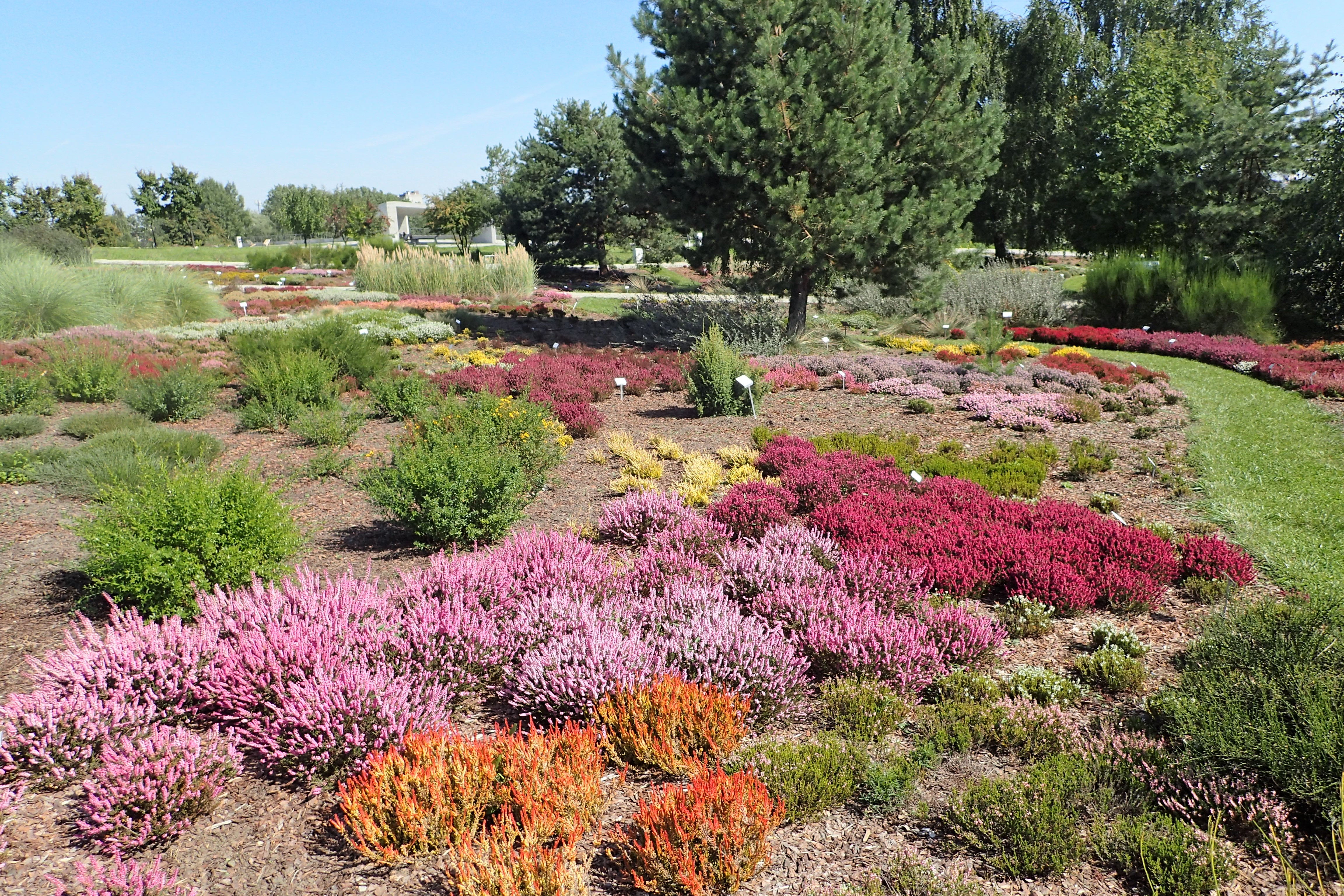
Wrzosowisko – kolekcja odmian wrzosów w ogrodzie botanicznym w Kielcach

Wrzosowisko – bezleśna, azonalna formacja zimozielonych krzewinek o charakterystycznym pokroju. Dominują w niej rośliny wrzosopodobne o kseromorficznych (erikoidalnych) liściach – niewielkich, zwykle wałeczkowatych. Wykształca się na siedliskach ubogich, zwykle wilgotnych, znajdujących się pod wpływem klimatu morskiego.
Roślinność określana mianem wrzosowisk zajmuje rozległe obszary w Europie Zachodniej, ale tak określane są zbiorowiska o podobnej fizjonomii w różnych obszarach, zwłaszcza w Afryce Południowej i tundrze, ale także w Afryce równikowej.

## Europejskie wrzosowiska atlantyckie
W Europie występują wrzosowiska zwane atlantyckimi, ponieważ kształtują się pod wpływem wilgotnego klimatu wzdłuż wybrzeży, od Półwyspu Iberyjskiego po Skandynawię. Największy udział mają w Szkocji, gdzie zajmują ponad 1/4 powierzchni kraju. W ich powstaniu kluczową rolę odegrał człowiek karczując i paląc występujące tu pierwotnie lasy z dębami, brzozami i ostrokrzewem. Po usunięciu pokrywy leśnej nastąpiło silne zubożenie gleby, co utrudnia powrót roślinności leśnej, a wyklucza go zupełnie wypalanie i wypasanie wrzosowisk.
W południowym obszarze występowania wrzosowisk europejskich dominują różne gatunki drobnolistnych lub bezlistnych kolcolistów Ulex, szczodrzeńców Cytisus i janowców Genista, którym towarzyszy kilka gatunków wrzośców Erica. W środkowej części kontynentu zwiększa się udział wrzosowatych, wśród których dominuje tu: wrzosiec bagienny Erica tetralix i popielaty E. cinerea oraz wrzos zwyczajny Calluna vulgaris. Z roślin motylkowatych rosną tu już tylko żarnowiec miotlasty Cytisus scoparius, kolcolist zachodni Ulex europaeus i janowiec angielski Genista anglica. Dalej na północy wrzosowiska tworzą już niemal wyłącznie rośliny wrzosowate – bażyny Empetrum, borówki Vaccinium, fylodoce Phyllodoce i kasjopeje Cassiope, przechodząc stopniowo w tundrę krzewinkową.
W całym obszarze występowania wrzosowisk tworzą one stadia przejściowe do roślinności typowej dla torfowisk.
Rośliny wrzosowiskowe, mimo kseromorficznej budowy zewnętrznej, cechują się luźną strukturą mezofilu, co nie sprzyja utrzymywaniu wody podczas suszy mrozowej. W efekcie im dalej od wybrzeży atlantyckich, tym wrzosowiska są uboższe gatunkowo. Także stosunkowo najdalej od Atlantyku występujący wrzos zwyczajny wysycha, jeśli nie jest okryty pokrywą śnieżną.

## Wrzosowiska poza Europą
Wrzosowiska w południowej Afryce tworzą wrzośce Erica i rzeście Restio. Powstają one na zamglonych płaskowyżach Gór Stołowych. W Afryce równikowej specyficzne wrzosowiska z roślinami rodzaju Philippia opisano z wyspy Mafia. W tundrze subantarktycznej wrzosowiska tworzą głównie bażyna Empetrum rubrum i acena sina (Acaena magellanica). Towarzyszą im paprocie, mchy i porosty. 